# Plešivec (Lužické hory, 658 m)
Plešivec (německy Plissen Berg, 658 m n. m.) je výrazný kopec v západní části Lužických hor, tyčící se 1,5 km severozápadně od Krompachu a 2 km jihozápadně od německého Jonsdorfu. Protáhlý vrchol je porostlý bukovým lesem.
V západní části Lužických hor se nachází ještě kopec se stejným jménem - Plešivec (597 m n. m.), tyčící se 2 km severovýchodně od města Chřibská. Oba Plešivce dělí 13 km a vzdušná čára mezi nimi prochází přes všechny 3 nejvyšší vrcholy Lužických hor - Luž (793 m), Pěnkavčí vrch (792 m) a Jedlová (776 m).

## Přístup

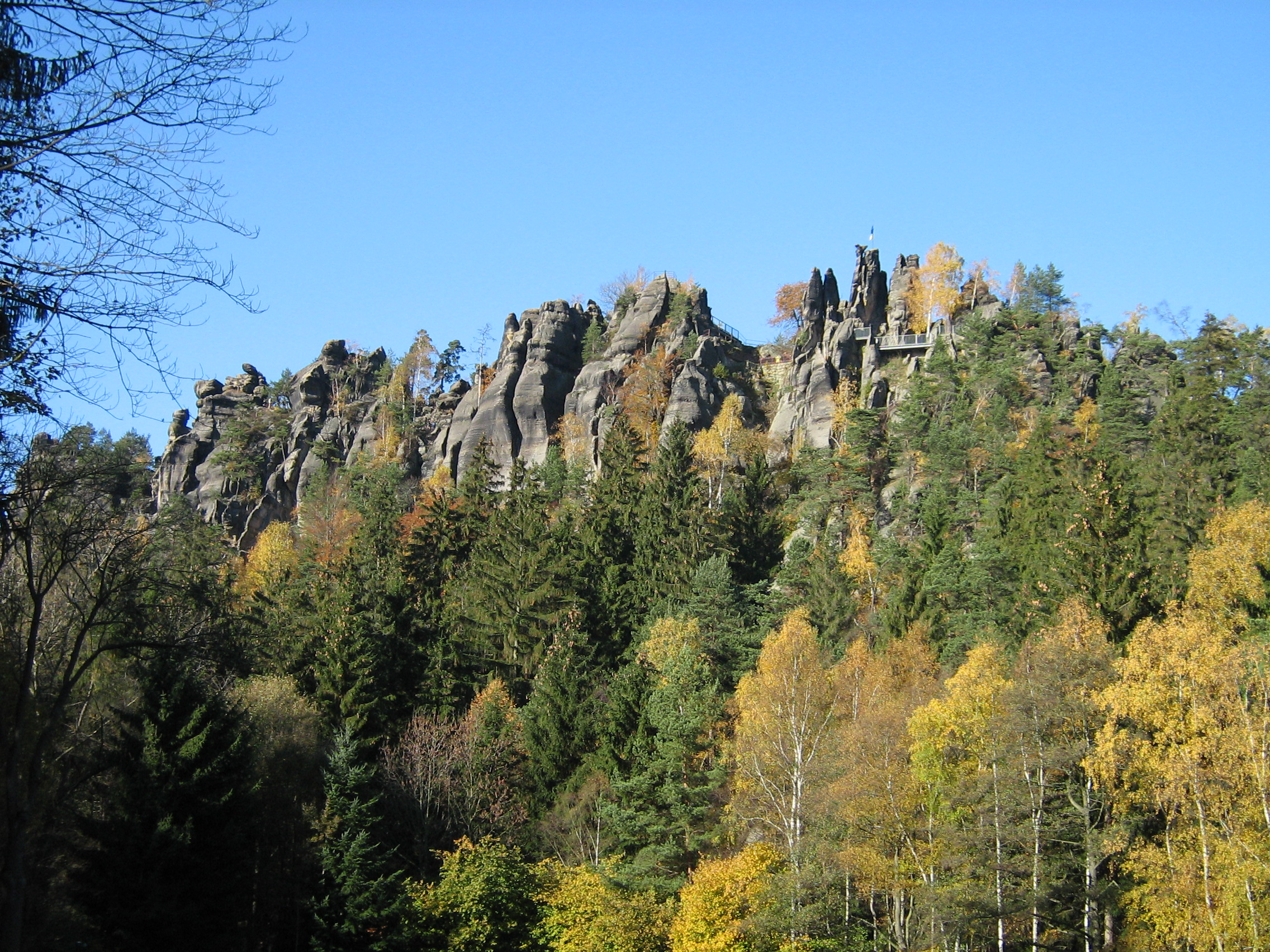
Nonnenfelsen severně od Plešivce

Na Plešivec nevede žádná značená cesta. Nejsnáze přístupný je z východní části Krompachu, nejprve po červeně značené cestě na Dolní Světlou, ze které doprava odbočuje strmá cesta na vrcholový hřeben. Po něm vede zarůstající pěšina až na vrchol. Celková délka výstupu z Krompachu činí necelé 2 km s převýšením 200 metrů.
Druhou možností je výstup z německého lázeňského střediska Jonsdorf. Cesta vede kolem bývalého lomu na mlýnské kameny Schwarzes Loch, těsně před státní hranicí míjí skálu Rehstein a asi 100 m za hranicí z ní odbočuje pěšina na vrcholový hřeben. Tato cesta měří 3 km s převýšením přes 200 metrů.

## Nonnenfelsen
Severně od vrcholu vybíhá z Plešivce pískovcový hřeben Nonnenfelsen, na kterém se nachází vyhlídka a výletní restaurace. Ve skalním masívu Nonnenfelsen byla v roce 1994 vybudována zajištěná cesta Nonnensteg s obtížností B/C, v jednom místě na hranici obtížnosti D (převis s kramlemi).